# य
Cette page contient des caractères spéciaux ou non latins. S’ils s’affichent mal (▯, ?, etc.), consultez la page d’aide Unicode.
य, appelé ya et transcrit y, est une consonne de l’alphasyllabaire devanagari.

## Représentations informatiques
Ses Unicode sont :
| formes | représentations | chaînes de caractères | points de code | descriptions                                    |
| ------ | --------------- | --------------------- | -------------- | ----------------------------------------------- |
| pleine | य               | य                     | U+092F         | lettre devanagari ya                            |
| morte  | य्               | य◌्                    | U+092F U+094D  | lettre devanagari ya, symbole devanagari virama |